# 源行有
源 行有（みなもと の ゆきあり）は、平安時代前期の貴族。文徳天皇の皇子。官位は従四位上・大宰大弐。

## 経歴
貞観3年（861年）源姓を賜与され臣籍降下する。貞観17年（875年）无位から従四位上に直叙され、美作守に任ぜられる。陽成朝では、元慶4年（880年）左京大夫、元慶6年（882年）治部卿と京官を務めると共に、周防権守・美作守・武蔵権守と地方官を兼ねた。
光孝朝に入ると、仁和元年（885年）大宰大弐として地方官に転任する。大宰大弐在職中に母の喪に服して数ヵ月間離職している。仁和3年（887年）6月20日卒去。享年34。最終官位は従四位上行大宰大弐。

## 官歴
『日本三代実録』による。
- 貞観3年（861年） 4月25日：臣籍降下（源朝臣）
- 貞観17年（875年） 正月7日：従四位上（直叙）。正月13日：美作守
- 時期不詳：周防権守
- 元慶4年（880年） 日付不詳：左京大夫
- 元慶6年（882年） 日付不詳：治部卿
- 元慶7年（883年） 日付不詳：兼美作守
- 時期不詳：兼武蔵権守
- 仁和元年（885年） 正月16日：大宰大弐
- 仁和3年（887年） 6月20日：卒去（従四位上行大宰大弐）

## 系譜
『尊卑分脈』による。
- 父：文徳天皇
- 母：布勢氏
- 妻：不詳
  - 男子：源清雅